# نهاش أندونيسي
نهاش أندونيسي (الاسم العلمي: Lutjanus bitaeniatus) (بالإنجليزية: Indonesian snapper)‏ هو نوع من الأسماك يتبع جنس النهاش من الفصيلة النهاشية.